# Bestandsschutz
Unter Bestandsschutz (auch Bestandssicherung, Bestandsgarantie, Besitzstandswahrung, Besitzstandsschutz; englisch grandfathering, deshalb auch deutsch Großvaterrechte) versteht man Regelungen in Gesetzen oder Verträgen, wonach Rechtsverhältnisse, die bereits vor einer verschärfenden gesetzlichen oder vertraglichen Neuregelung bestanden haben, auch dann unverändert bestehen bleiben, wenn sie in der geänderten Gesetzeslage nicht mehr vorgesehen sind und nicht mehr neu abgeschlossen werden können.

## Allgemeines
Durch den Bestandsschutz soll verhindert werden, dass neue oder geänderte Gesetze/Verträge in die Rechte Dritter eingreifen und diese Rechte einschränken oder gar beseitigen. Damit gehört der Bestandsschutz zur Rechtssicherheit, weil andernfalls das Vertrauen in den Bestand des geltenden Rechts für gegenwärtige Dispositionen rückwirkend enttäuscht und damit der fundamentale Wert der Rechtssicherheit verletzt wird. Die Regelungen im Rahmen der „Grandfathering-Klausel“ sollen jemand von den Folgen einer geänderten Rechtslage befreien, weil er bereits vor der geänderten Rechtslage wirksame Rechtshandlungen vorgenommen hatte. Begünstigte des Bestandsschutzes können natürliche Personen, Unternehmen oder bestimmte Transaktionen sein.

## Deutschland
Bestandsschutzklauseln finden sich in Gesetzen und Verträgen. Diese Klauseln sichern dem Begünstigten seine bisherigen Rechte oder Vorteile als Ausnahmetatbestand, obwohl die generelle Rechtssituation für künftige Betroffene anders geregelt ist. Dem Begünstigten wird somit zugesichert, dass er ausnahmsweise jene historischen Vorteile behalten darf, die in künftigen, vergleichbaren Fällen nicht mehr eingeräumt werden. Meist sind derartige Klauseln mit Übergangsfristen verbunden, wodurch neue vergleichbare Fälle nicht mehr auf den Fortbestand dieses Besitzschutzes vertrauen dürfen.
Da sich Bestandsschutzregelungen in einer Vielzahl von Vorschriften finden, sollen nur einige wesentliche herausgegriffen werden.

### Gesetze

#### Arbeitsrecht
Eine bedeutsame Besitzstandswahrung findet sich im Arbeitsrecht. Sinn und Zweck der individualrechtlichen Regelung des § 613a BGB ist, einen lückenlosen Bestandsschutz für die betroffenen Arbeitnehmer zu gewähren. Es handelt sich um eine nicht abdingbare Norm, durch die verhindert wird, dass Arbeitnehmer durch einen Betriebsübergang Rechtsnachteile erleiden. Sie gewährleistet Bestandsschutz aller Arbeitsverhältnisse durch Überleitung aller individualrechtlichen Positionen vom bisherigen zum neuen Arbeitgeber. § 613a Abs. 1 Satz 2 BGB bestimmt, dass kollektivrechtliche Normen, die durch den Betriebsübergang zu individualrechtlichen Bestandteilen des Arbeitsverhältnisses transformiert wurden, nicht vor Ablauf eines Jahres ab dem Betriebsübergang zu Ungunsten der Arbeitnehmer verändert werden dürfen. Diese so genannte Veränderungssperre soll den Bestand der (ursprünglich kollektivrechtlichen) Rechte und Pflichten der Arbeitnehmer schützen.
Mit dem Kündigungsschutz aus § 1 Abs. 1 KSchG ist ebenfalls ein Bestandsschutz verbunden. Danach ist eine Kündigung von Arbeitnehmern unwirksam, wenn sie sozial ungerechtfertigt ist, also nicht durch Gründe in der Person oder im Verhalten des Arbeitnehmers bedingt ist oder dringende betriebliche Erfordernisse einer Weiterbeschäftigung entgegenstehen (§ 1 Abs. 2 Satz 1 KschG). Ein Arbeitnehmer soll sich durch den hiermit bezweckten Bestandsschutz sicher sein können, dass ein einmal erworbener Arbeitsplatz ihm nicht vom Arbeitgeber beliebig entzogen werden kann.

#### Allgemeines Verwaltungsrecht
Die Aufhebung eines Verwaltungsaktes nach den §§ 48 ff. VwVfG setzt zunächst einmal dessen Rechtswidrigkeit voraus. Bezieht sich die behördliche Aufhebung auf einen rechtswidrigen Verwaltungsakt, spricht § 48 VwVfG von Rücknahme. Soll demgegenüber von einer Behörde ein rechtmäßiger Verwaltungsakt beseitigt werden, handelt es sich gemäß § 49 VwVfG um einen Widerruf. In § 48 Abs. 2 Satz 1 VwVfG ist ein Rücknahmeverbot für rechtswidrige begünstigende Verwaltungsakte leistungsgewährender Art enthalten. Sie dürfen nicht aufgehoben werden, soweit der Betroffene auf den Bestand des Verwaltungsaktes vertraut hat und sein Vertrauen unter Abwägung mit dem öffentlichen Interesse an einer Rücknahme schutzwürdig ist. Überwiegt der Vertrauensschutz dergestalt, unterliegt der Verwaltungsakt einem Bestandsschutz. Bedeutsam ist für Rücknahme und Widerruf, dass sie auch nach Eintritt der Bestandskraft eines Verwaltungsaktes, also nach seiner Unanfechtbarkeit, seine Aufhebung zulassen.

#### Öffentliches Baurecht

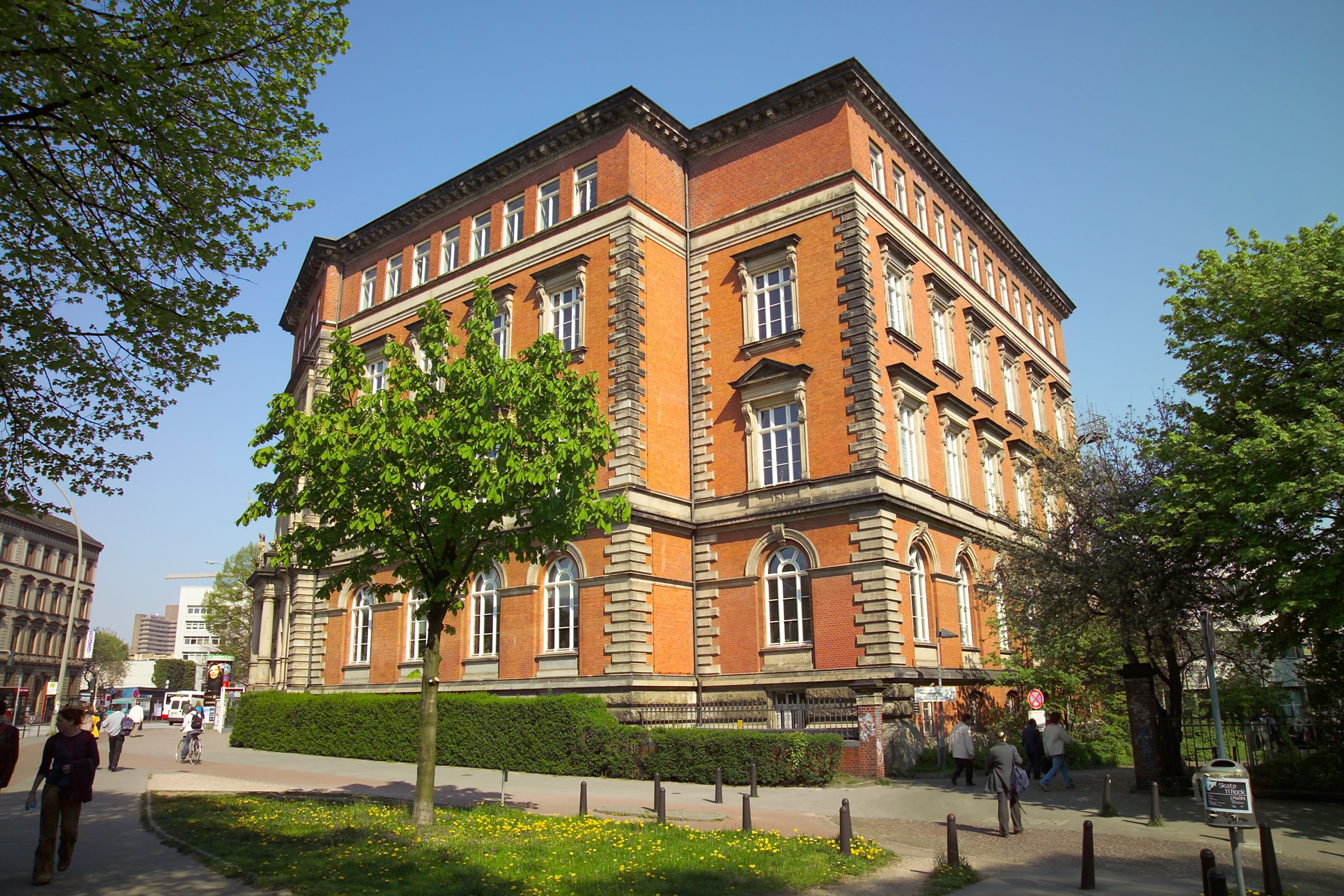
Vorhandene Bauwerke genießen unter bestimmten Voraussetzungen Bestandsschutz, können diesen aber durch Aufgabe der Nutzung verlieren.

Der Bestandsschutz ist ein von der Rechtsprechung aus Art. 14 Abs. 1 GG (Eigentum) entwickeltes Rechtsinstitut. Darunter versteht man den Anspruch des Eigentümers eines bebauten Grundstücks darauf, dass ihm die einmal zulässig verwirklichte Nutzung des Grundstücks gewissermaßen „auf ewig“ erhalten bleibt. In Übereinstimmung mit dem materiellen Recht errichtete bauliche Anlage werden in ihrem Bestand gegenüber veränderten bauplanungsrechtlichen Anforderungen geschützt. Ein an sich baugebietswidriges Vorhaben kann z. B. aufgrund einer sog. Fremdkörperfestsetzung Bestandsschutz genießen (§ 1 Abs. 10 Satz 1 BauNVO).
Eine genehmigungskonform errichtete bauliche Anlage genießt aufgrund der Genehmigung zeitlich unbegrenzten Bestandsschutz.
Im Baurecht wird zwischen dem aktiven und passiven Bestandsschutz unterschieden.
- Der passive Bestandsschutz schützt vorhandene Bauwerke vor Änderungen des materiellen Baurechts. Er ist z. B. in § 35 Abs. 4 Nr. 2 und 3 BauGB für vorhandene bauliche Anlagen im Außenbereich gesetzlich fixiert. Er gilt auch für Gewerbebetriebe an Standorten, für die heute aufgrund des aktuellen Baurechts oder der veränderten Bebauungsstruktur in der Umgebung keine Baugenehmigung mehr erteilt würde. Wie der Begriff passiver Bestandsschutz deutlich macht, geht es um den Schutz von bestehenden Bauwerken oder Teilen davon (Bestand), also um den Erhalt des Istzustandes. Man kann von Bestands- und Nutzungsschutz sprechen. Eine rechtmäßig errichtete bauliche Anlage bleibt somit auch dann baurechtmäßig, wenn sich die gesetzlichen Vorschriften nachträglich ändern. Dabei muss eine der folgenden Voraussetzungen erfüllt sein:[9]

Die bauliche Anlage muss entweder
1. zum Zeitpunkt der Errichtung rechtswirksam genehmigt worden sein und in ihrer Ausführung dieser Genehmigung entsprechen (formell baurechtmäßig),
2. ohne rechtswirksam genehmigt zu sein, zur Zeit der Errichtung den materiellen Baurechtsvorschriften entsprochen haben (materiell baurechtmäßig) – (dies betrifft z. B. genehmigungsfreie Bauvorhaben) oder
3. ohne rechtswirksam genehmigt und errichtet worden zu sein, nach der Errichtung längere Zeit den materiellen Baurechtsvorschriften entsprochen haben (materiell baurechtmäßig) – (unter diesen Punkt fallen z. B. historische Gebäude, die zu einem Zeitpunkt errichtet wurden, als es noch kein geltendes Bauordnungsrecht gab).

- Der aktive Bestandsschutz begründet Genehmigungsansprüche für notwendige Instandsetzungs- und untergeordnete Erweiterungsmaßnahmen. Er betrifft die Frage, ob Modernisierungsmaßnahmen, die der Erhaltung oder zeitgemäßen Nutzung des vorhandenen Bestandes dienen, geschützt werden.[10] Das Bundesverwaltungsgericht sah sogar die Errichtung eines Garagengebäudes zu einem bestehenden Wohnhaus trotz entgegenstehender Festsetzungen im Bebauungsplan vom aktiven Bestandsschutz erfasst.[11] Die Bedeutung des aktiven Bestandsschutzes ist heute mit Einführung des § 35 Abs. 4 BauGB nur noch gering. Spätestens seit dem Urteil vom 12. März 1998 zur Unzulässigkeit einer Garage im Außenbereich nimmt die Rechtsprechung von diesem Rechtsinstitut Abstand.[12] Dies ist aber der einzig konsequente Schritt, da die Gesamtheit der Gesetze bestimmt, was Eigentum und damit das Schutzgut des Art. 14 Abs. 1 GG ist. Der hieraus abgeleitete Bestandsschutz kann sich daher auch nicht gegen einfachgesetzliches Recht durchsetzen, wenn erst dieses einfachgesetzliche Recht den Gegenstand und den Umfang des durch Art. 14 Abs. 1 GG gewährten Bestandsschutzes bestimmt. Dies lässt sich auf den beplanten und nichtbeplanten Innenbereich übertragen. Auch im Innenbereich nach § 34 BauGB ist daher ein Vorhaben nur dann genehmigungsfähig, wenn alle tatbestandlichen Voraussetzungen des § 34 BauGB erfüllt sind. Für eine erleichterte Zulässigkeit des Vorhabens aufgrund des Bestandsschutzes ist daher kein Raum.[13]

Ein unter Bestandsschutz stehendes Gebäude, welches jahrelang unbenutzt ist, wird rechtlich als „endgültig aufgegeben“ bewertet. Dies ist allerdings nur dann der Fall, wenn rein äußerlich dem Gebäude der Verfall anzusehen ist, so dass eine neuerliche Nutzung vom Eigentümer offensichtlich nicht mehr gewünscht ist. Auf jeden Fall endet der Bestandsschutz mit der Beseitigung (dem Abriss) der Gebäude.
Eine Besonderheit besteht aufgrund einer Verjährungsregelung in der Verordnung der DDR über Bevölkerungsbauwerke vom 8. November 1984 für Schwarzbauten (Bauten, Anbauten, Umbauten), die vor 1985 auf dem Gebiet der DDR fertiggestellt waren und danach mindestens fünf Jahre lang behördlicherseits unbeanstandet geblieben sind. Beseitigung, Wiederherstellung des ursprünglichen Zustandes oder Nutzungsuntersagung können danach nicht mehr angeordnet werden, selbst wenn der Bau eigentlich zu keinem Zeitpunkt genehmigungsfähig gewesen wäre, es sei denn, es bestünde Gefahr für Leib und Leben.

#### Zulassung von Fahrzeugen zum Straßenverkehr
Sind Fahrzeuge bereits zum öffentlichen Straßenverkehr zugelassen, dann gilt für diese Zulassung oder Wiederzulassung in der Regel ein Bestandsschutz. Ausnahmen waren insbesondere Nachrüstpflichten für eine Warnblinkanlage oder die „Sicherung gegen unbefugte Benutzung“. Mit Einführung der Umweltzonen wurde jedoch erstmals der Betrieb älterer Fahrzeuge mit nicht ausreichender Emissionsklasse für definierte Regionen untersagt. 
Sollen Kraftfahrzeuge als Oldtimer eingestuft werden, was Entlastung bei verschiedenen Vorgaben bewirken kann, verlangt § 23 StVZO ein Gutachten. Nach der Legaldefinition des § 2 Nr. 22 Fahrzeug-Zulassungsverordnung sind Oldtimer „Fahrzeuge, die vor mindestens 30 Jahren erstmals in Verkehr gekommen sind, weitestgehend dem Originalzustand entsprechen, in einem guten Erhaltungszustand sind und zur Pflege des kraftfahrzeugtechnischen Kulturgutes dienen.“ Damit ist der Begriff des Oldtimers erstmals gesetzlich und einheitlich definiert. Sowohl für das „H-Kennzeichen“ wie auch das rote „07-Oldtimer-Kennzeichen“ ist nunmehr ein Mindestalter der Oldtimer von 30 Jahren vorgeschrieben; maßgeblich ist jeweils der Tag der Erstzulassung, nicht das Baujahr. Fahrzeuge, die bereits nach altem Recht mit „07-Kennzeichen“ zugelassen waren, genießen umfassenden Bestandsschutz; unabhängig davon, ob dieses Kennzeichen befristet oder unbefristet erteilt wurde. 
Erteilte Fahrerlaubnisklassen genießen ebenfalls Bestandsschutz, werden bei der Neuausstellung des Führerscheins auf die neuen Klassen übertragen bzw. je nach Erwerbsdatum mit Schlüsselziffern ergänzt.

### Vertragliche Bestandsschutzklauseln
Durch die Formulierung in Mietverträgen, wonach der Vermieter ein Mietverhältnis „nur in besonderen Ausnahmefällen unter Einhaltung der gesetzlichen Fristen kündigen kann, wenn wichtige berechtigte Interessen des Vermieters eine Beendigung des Mietverhältnisses notwendig machen“, wird dem Mieter ein gegenüber den gesetzlichen Vorschriften erhöhter Bestandsschutz eingeräumt. Für eine Kündigung genügt dann das in § 573 Abs. 2 BGB genannte berechtigte Interesse des Vermieters nicht.

### Flugverkehr
Das Großvaterrecht im Flugverkehr findet sich beispielsweise bei der Vergabe der Slots, der vergebenen Zeitabschnitte für Start- und Landeaktivitäten, an ein bestimmtes Flugverkehrsunternehmen. Das Anrecht auf Wiederzuteilung einer Slotserie (z. B. Start immer dienstags um 10:00 Uhr während der Sommersaison eines bestimmten Jahres) erhält eine Fluggesellschaft, wenn sie dem Flughafenkoordinator nachweisen kann, dass sie mindestens 80 % der Slotserie genutzt hat (auch „use-it-or-lose-it“ – also „Nutz-sie-oder-verlier-sie“-Regel genannt).
Eine andere Anwendung dieser Rechte ist die Möglichkeit, beim Eintritt in eine Luftfahrt-Allianz bereits vorhandene Codeshare-Abkommen beibehalten zu dürfen, selbst dann, wenn diese mit einer Fluggesellschaft einer konkurrierenden Allianz abgeschlossen wurden.

### Bahnverkehr
Der Begriff wird auch für vergleichbare Situationen im Bahnverkehr seit dessen Liberalisierung benutzt, so z. B. bei der Bevorzugung von Kunden bei der Privatisierung von Streckenabschnitten, wenn diese den Streckenabschnitt bereits in der Vergangenheit besonders intensiv genutzt haben.

### Emissionsrechtehandel
Im Emissionsrechtehandel hat sich der englische Begriff Grandfathering durchgesetzt. Grandfathering ist die im Rahmen des europäischen Emissionsrechtehandel vorgenommene Zuteilung von Emissionszertifikaten anhand historischer Emissionen in einer Basisperiode (definierter Zeitraum, z. B. 2000–2004). Nach diesem Verfahren ergibt sich die Zuteilung von Emissionsberechtigungen für eine Anlage aus der Multiplikation der durchschnittlichen CO2-Emissionen der Anlage in der Basisperiode mit einem sogenannten Erfüllungsfaktor (üblicherweise kleiner 1), diesen so errechneten Anteil der historischen Emissionen erhält der Betreiber der Anlage kostenlos. Benötigt der Betreiber mehr Zertifikate, muss er sie im Emissionshandel zukaufen.
In den ersten beiden Handelsperioden des EU-Emissionshandels (2005–2012) spielte das Grandfathering eine große Rolle, mehr als 90 % der Emissionsberechtigungen wurden so auf Antrag ausgegeben. Mit Beginn der dritten Handelsperiode ab 2013 wurde die staatliche Versteigerung das wichtigste Mittel, Emissionsberechtigungen in den Markt zu bringen. Die kostenlose Zuteilung wird demgegenüber immer mehr reduziert und anhand eines Benchmarks aus dem Durchschnitt der effizientesten 10 % der Anlagen eines Sektors vorgenommen.

### Gewährträgerhaftung bei Landesbanken und Sparkassen
Verbindlichkeiten der Landesbanken und Sparkassen waren bis zum 18. Juli 2001 von der subsidiären Haftung ihrer öffentlichen Träger begünstigt (Gewährträgerhaftung). Gläubiger dieser Institute durften deshalb darauf vertrauen, dass ihre Geldanlagen nicht ausfallgefährdet waren, sondern im Notfalle durch die öffentlichen Träger zurückgezahlt worden wären. Das wurde aus Wettbewerbsgründen durch den EU-Wettbewerbskommissar abgeschafft. Während einer Übergangszeit vom 19. Juli 2001 bis zum 18. Juli 2005 fielen neue Verbindlichkeiten dieser Institute noch unter diese Gewährträgerhaftung, sofern sie nicht nach dem 31. Dezember 2015 fällig werden. Auch die Gläubiger dieser Gelder sind noch durch die Gewährträgerhaftung geschützt, während die nach dem 18. Juli 2005 begründeten Verbindlichkeiten nicht mehr von der Gewährträgerhaftung begünstigt sind (dafür sind sie durch die Einlagensicherungsfonds der Landesbanken, Bausparkassen und Sparkassen abgesichert). Durch diese Übergangsfristen wurden bisherigen und – zeitlich begrenzt – auch neuen Gläubigern die aus der Gewährträgerhaftung resultierenden Bestandsschutzrechte belassen.

## Österreich und Schweiz
Vergleichbare Regelungen gibt es auch in Österreich und der Schweiz. Unter Bestandsschutz versteht man in Österreich insbesondere den Schutz des bestehenden Arbeitsverhältnisses. Der Arbeitnehmer soll davor bewahrt werden, dass er aus Willkür des Arbeitgebers oder aus von der Rechtsordnung abgelehnten Gründen seinen Arbeitsplatz verliert (allgemeiner Kündigungs- und Entlassungsschutz). Zum Bestandsschutz gehören alle gesetzlichen Regelungen, die die Beendbarkeit zugunsten der Arbeitnehmer einschränken oder auch nur die Beendigung hinauszögern. Für einige Arbeitnehmer-Gruppen, die besonders schützenswert erscheinen, ist der Bestandsschutz verstärkt (besonderer Kündigungs- und Entlassungsschutz).

## Vereinigte Staaten
In den Südstaaten der USA gab es eine Vielzahl von Mechanismen, um die Rechte aus dem Diskriminierungsverbot des 15. Amendments zu umgehen und die afroamerikanische Bevölkerung zu entrechten. So sahen die neuen Verfassungen vieler Südstaaten vor, dass das Wahlrecht an die Entrichtung einer Kopfsteuer (poll tax) und das Bestehen eines Lese-und-Schreib-Tests (literacy test) gebunden war. Durch diese Regel wären aber auch viele arme Weiße nicht mehr wahlberechtigt gewesen. Daher wurde durch eine „Grandfather clause“ (Großvaterregel) zusätzlich allen das Wahlrecht eingeräumt, deren Vorfahren vor dem Bürgerkrieg bereits wahlberechtigt gewesen waren: „Niemandem, der vor dem 1. Januar 1867 ein Wahlrecht besaß…und keinem direkten Nachkommen dieser Personen darf die Wahlregistrierung verweigert werden.“ Im Fall Guinn & Beal / USA erklärte der US-Supreme Court am 21. Juni 1915 die Verwendung der „grandfather clause“ zum Verstoß gegen das Diskriminierungsverbot und damit für verfassungswidrig. „Ein Bundesstaatsgesetz, das unmittelbar den Negern das Wahlrecht verweigert, würde zu Fall gebracht. 1915 hatte der Oberste Gerichtshof jene so genannten Grandfather-Klauseln mit Schreib- und Lesetests … für ungültig erklärt.“
Im modernen Sprachgebrauch bezeichnet „grandfather clause“ oder „grandparent clause“ allgemein den Bestandsschutz und bewahrt Personen oder Transaktionen, die vor Inkrafttreten von gesetzlichen oder vertraglichen Neuregelungen bereits Rechtshandlungen vorgenommen hatten, vor etwaigen Rechtsnachteilen.

## Dauer des Bestandsschutzes
Wenn Gesetzesänderungen eine bisherige gesetzliche Regelung verschärfen oder zum Nachteil Betroffener ändern, werden Übergangsregelungen geschaffen. Meist ist in diesen Übergangsregelungen ein zeitlich befristeter Bestandsschutz enthalten. Die Betroffenen haben während dieses Zeitraumes ausreichend Gelegenheit, ihre Rechtsverhältnisse neu zu ordnen und insbesondere an die geltende Neuregelung anzupassen. Die Bestandsschutzfrist („grandfather phase“) ist dann jener Zeitraum, in welchem zur Wahrung von Besitzstandsrechten eine bisherige Regelung ausdrücklich weitergilt. Ein zeitlich unbefristeter Bestandsschutz ist eher selten, da er eine bestimmte Gruppe von Personen, Unternehmen oder Transaktionen dauerhaft von einer bestimmten Gesetzesänderung befreien würde. Eine der wenigen Ausnahmen ist die Übergangsregelung des § 39 Abs. 6 RechKredV, wonach die vor Juli 1993 unterhaltenen – und bestimmten Voraussetzungen entsprechenden – Spareinlagen, die nicht mehr dem heutigen § 21 Abs. 4 Satz 1 Nr. 3 und 4 RechKredV entsprechen, einem zeitlich unbefristeten Bestandsschutz unterliegen.